# IWoz
iWoz (iWoz: From Computer Geek to Cult Icon: How I Invented the Personal Computer, Co-Founded Apple, and Had Fun Doing It) est le livre autobiographique de Steve Wozniak, cofondateur d'Apple avec Steve Jobs, paru en 2006 aux États-Unis et en 2011 en France.
Le titre débutant en « i » est une référence au titre d'« iCEO » pris par Steve Jobs en 2000. Ce livre est l'occasion pour Steve Wozniak de « mettre certaines choses au clair », de donner sa version d'évènements de l'histoire d'Apple (la genèse de l'Apple I, son départ en 1985), de détailler ses études et sa vie personnelle ainsi que la transition à l'ère des ordinateurs personnels.
Gina Smith et Steve Wozniak se rencontrent en 2005 lors d'un concert de rock grâce à une amie commune, et l'idée du livre nait très rapidement. S'ensuivent cinquante-six entrevues de deux heures chacune dans deux restaurants de San Francisco et de Campbell en Californie.
Divisé en vingt chapitres, iWoz revient sur les nombreuses inventions de Steve Wozniak depuis l'âge de 6 ans, son goût pour les plaisanteries hérité de sa mère et les valeurs morales héritées de son père.
La parution en France, 5 ans après la sortie outre-Atlantique, fait suite à la sortie le même mois de la biographie de Steve Jobs, 19 jours après sa mort. La réédition de septembre 2013 intervient un mois après la sortie en salles du film Jobs, où son rôle est interprété par Josh Gad.